# Porozumienia Artemis
Porozumienia Artemis (ang. Artemis Accords) – seria niewiążących oraz wielostronnych porozumień pomiędzy rządem Stanów Zjednoczonych a innymi państwami świata, które doprecyzowują normy, jakich oczekuje się od uczestników w przestrzeni kosmicznej. Porozumienia te odnoszą się do programu Artemis, amerykańskiego programu mającego na celu powrót ludzi na powierzchnię Księżyca do 2027 roku, z ostatecznym zamiarem rozszerzenia eksploracji kosmosu na Marsa i dalsze rejony Układu Słonecznego.
Do 18 czerwca 2025 roku, wraz z przystąpieniem Norwegii, Porozumienia Artemis podpisały łącznie 55 państw, w tym dwadzieścia osiem w Europie, dziesięć w Azji, siedem w Ameryce Południowej, pięć w Ameryce Północnej, trzy w Afryce oraz dwa w Oceanii. Porozumienia te, opracowane przez NASA i Departament Stanu Stanów Zjednoczonych, ustanawiają ramy współpracy w zakresie cywilnej eksploracji i pokojowego wykorzystania Księżyca, Marsa oraz innych ciał niebieskich. Porozumienia Artemis mają wyraźne oparcie w traktacie o przestrzeni kosmicznej z 1967 roku, którego sygnatariusze są zobowiązani przestrzegać.
Porozumienia zostały pierwotnie podpisane 13 października 2020 roku przez przedstawicieli agencji kosmicznych ośmiu państw: Australii, Kanady, Włoch, Japonii, Luksemburga, Zjednoczonych Emiratów Arabskich, Wielkiej Brytanii oraz Stanów Zjednoczonych. Porozumienia będą mogły być podpisywane przez czas nieokreślony, ponieważ NASA przewiduje, że przyłączą się do nich kolejne państwa. Kolejni sygnatariusze mogą zdecydować się na bezpośredni udział w działaniach programu Artemis lub mogą się zgodzić na przestrzeganie zasad odpowiedzialnej eksploracji Księżyca określonych w Porozumieniach.

## Lista stron
| Państwo                      | Kontynent          | Data podpisu         | Oficjalny sygnatariusz                                                             |
| ---------------------------- | ------------------ | -------------------- | ---------------------------------------------------------------------------------- |
| Australia                    | Oceania            | 13 października 2020 | Dr. Megan Clark, szefowa Australijskiej Agencji Kosmicznej                         |
| Kanada                       | Ameryka Północna   | 13 października 2020 | Lisa Campbell, prezes Kanadyjskiej Agencji Kosmicznej                              |
| Włochy                       | Europa             | 13 października 2020 | Riccardo Fraccaro                                                                  |
| Japonia                      | Azja               | 13 października 2020 | Hagiuda Koichi oraz Inoue Shinji                                                   |
| Luksemburg                   | Europa             | 13 października 2020 | Franz Fayot                                                                        |
| Zjednoczone Emiraty Arabskie | Azja               | 13 października 2020 | Sarah Al Amiri, przewodnicząca Agencji Kosmicznej Zjednoczonych Emiratów Arabskich |
| Wielka Brytania              | Europa             | 13 października 2020 | Dr. Graham Turnock, dyrektor naczelny Brytyjskiej Agencji Kosmicznej               |
| Stany Zjednoczone            | Ameryka Północna   | 13 października 2020 | James Bridenstine, administrator NASA                                              |
| Ukraina                      | Europa             | 12 listopada 2020    | [ 16 ]                                                                             |
| Korea Południowa             | Azja               | 24 maja 2021         | Lim Hyesook                                                                        |
| Nowa Zelandia                | Oceania            | 31 maja 2021         | Peter Crabtree, Nowozelandzka Agencja Kosmiczna                                    |
| Brazylia                     | Ameryka Południowa | 15 czerwca 2021      | Marcos Pontes                                                                      |
| Polska                       | Europa             | 26 października 2021 | Grzegorz Wrochna, prezes Polskiej Agencji Kosmicznej                               |
| Meksyk                       | Ameryka Północna   | 9 grudnia 2021       | Marcelo Ebrard Casaubon                                                            |
| Izrael                       | Azja               | 26 stycznia 2022     | Uri Oron, dyrektor generalny Izraelskiej Agencji Lotów Kosmicznych                 |
| Rumunia                      | Europa             | 1 marca 2022         | Marius-Ioan Piso, prezes Rumuńskiej Agencji Kosmicznej                             |
| Bahrajn                      | Azja               | 2 marca 2022         | Dr. Mohamed Al Aseeri, dyrektor generalny Bahrańskiej Agencji Kosmicznej           |
| Singapur                     | Azja               | 28 marca 2022        | Gan Kim Yong                                                                       |
| Kolumbia                     | Ameryka Południowa | 10 maja 2022         | Marta Lucía Ramírez                                                                |
| Francja                      | Europa             | 7 czerwca 2022       | Philippe Baptiste, prezes CNES                                                     |
| Arabia Saudyjska             | Azja               | 14 lipca 2022        | Mohammed bin Saud Al-Tamimi, dyrektor generalny Saudyjskiej Komisji Kosmicznej     |
| Nigeria                      | Afryka             | 13 grudnia 2022      | Isa Ali Ibrahim                                                                    |
| Rwanda                       | Afryka             | 13 grudnia 2022      | Francis Ngabo, dyrektor generalny Rwandyjskiej Agencji Kosmicznej                  |
| Czechy                       | Europa             | 3 maja 2023          | Jan Lipavský                                                                       |
| Hiszpania                    | Europa             | 30 maja 2023         | Diana Morant                                                                       |
| Ekwador                      | Ameryka Południowa | 21 czerwca 2023      | Gustavo Manrique Miranda                                                           |
| Indie                        | Azja               | 22 czerwca 2023      | Taranjit Singh Sandhu                                                              |
| Argentyna                    | Ameryka Południowa | 27 czerwca 2023      | Daniel Filmus                                                                      |
| Niemcy                       | Europa             | 14 września 2023     | Dr. Walther Pelzer, dyrektor generalny Niemieckiej Agencji Kosmicznej              |
| Islandia                     | Europa             | 10 października 2023 | [ 36 ]                                                                             |
| Holandia                     | Europa             | 1 listopada 2023     | Harm van de Wetering, dyrektor Niderlandzkiego Urzędu ds. Przestrzeni Kosmicznej   |
| Bułgaria                     | Europa             | 9 listopada 2023     | Milena Stoycheva                                                                   |
| Angola                       | Afryka             | 30 listopada 2023    | [ 39 ]                                                                             |
| Belgia                       | Europa             | 23 stycznia 2024     | Hadja Lahbib                                                                       |
| Grecja                       | Europa             | 9 lutego 2024        | Giorgos Gerapetritis                                                               |
| Urugwaj                      | Ameryka Południowa | 15 lutego 2024       | [ 42 ]                                                                             |
| Szwajcaria                   | Europa             | 15 kwietnia 2024     | [ 43 ]                                                                             |
| Szwecja                      | Europa             | 16 kwietnia 2024     | Dr. Mats Persson                                                                   |
| Słowenia                     | Europa             | 19 kwietnia 2024     | [ 45 ]                                                                             |
| Litwa                        | Europa             | 15 maja 2024         | Aušrinė Armonaitė                                                                  |
| Peru                         | Ameryka Południowa | 30 maja 2024         | Javier González-Olaechea                                                           |
| Słowacja                     | Europa             | 30 maja 2024         | Tomáš Drucker                                                                      |
| Armenia                      | Azja               | 12 czerwca 2024      | Mkhitar Hayrapetyan                                                                |
| Dominikana                   | Ameryka Północna   | 4 października 2024  | Sonia Guzmán                                                                       |
| Estonia                      | Europa             | 13 października 2024 | Erkki Keldo                                                                        |
| Cypr                         | Europa             | 23 października 2024 | Nicodemos Damianou                                                                 |
| Chile                        | Ameryka Południowa | 25 października 2024 | Aisén Etcheverry                                                                   |
| Dania                        | Europa             | 13 listopada 2024    | Christina Egelund                                                                  |
| Panama                       | Ameryka Północna   | 11 grudnia 2024      | José Miguel Alemán Healy                                                           |
| Austria                      | Europa             | 11 grudnia 2024      | Petra Schneebauer                                                                  |
| Tajlandia                    | Azja               | 16 grudnia 2024      | Pakorn Apaphant                                                                    |
| Liechtenstein                | Europa             | 20 grudnia 2024      | Rainer Schnepfleitner                                                              |
| Finlandia                    | Europa             | 21 stycznia 2025     | Wille Rydman                                                                       |
| Bangladesz                   | Azja               | 8 kwietnia 2025      | Ashraf Uddin                                                                       |
| Norwegia                     | Europa             | 15 maja 2025         | Cecilie Myrseth                                                                    |
| Senegal                      | Afryka             | 24 lipca 2025        | Maram Kairé                                                                        |